# Kazimierz Leski
Kazimierz Leski, pron. kaʑim'ierz 'lɛski, conosciuto in ambito bellico con lo pseudonimo Bradl (Varsavia, 21 giugno 1912 – 27 maggio 2000), è stato un ingegnere, militare e agente segreto polacco che ha collaborato nella progettazione dei sommergibili ORP Sep e ORP Orzeł, nonché membro dei servizi di intelligence dell'Armia Krajowa durante la Seconda guerra mondiale.
Durante il conflitto ha compiuto almeno venticinque viaggi nei Paesi controllati dalla Germania nazista, spesso indossando la divisa di maggior generale delle forze armate Wehrmacht. 
Dopo la guerra, venne catturato e imprigionato dalle autorità polacche comuniste.  Passò sette anni come condannato a morte, prima di essere riabilitato nel 1956. In seguito, tornò al suo lavoro di ingegnere.

## Biografia
Kazimierz Leski nacque a Varsavia il 21 giugno del 1912. Suo padre, il maggiore Juliusz Leski, è stato un ingegnere e pioniere dell’industria bellica polacca, in seguito alla guerra sovietico-polacca. Il Colpo di Stato di maggio del 1926 lo fece cadere in disgrazia poiché rimase fedele al governo. A causa di ciò, Kazimierz fu costretto a lavorare come ferroviere per pagarsi gli studi presso l’Università Wawelber e Rotwand di Varsavia. Inoltre, ottenne un piccolo lavoro presso la fonderia delle munizioni Pocisk. Per studiare su libri professionali, imparò l'inglese, il russo, il tedesco e il francese – abilità che successivamente si rivelarono preziose.

## Carriera
Subito dopo essersi laureato nel 1936, gli fu offerto un lavoro presso il Nederlandse Verenigde Scheepsbouw Bureaus B.V. a L'Aia. Questa compagnia era l’ufficio di design leader dei Paesi Bassi e lavorava per i più grandi cantieri navali di tutto il paese. All’inizio della sua carriera, Leski lavorò come progettista, imparò così l'olandese, abilità che gli permise di progredire nell’ascesa dei ranghi dell’azienda. La sua carriera nell’industria navale fu velocizzata in modo significativo in seguito alla vittoria, da parte dei Paesi Bassi, dell’appalto per le costruzioni di due moderni sommergibili della Classe Orzeł per la Marynarka Wojenna. 
Leski aggiunse alla sua carriera accademica anche la facoltà marittima dell’Università tecnica di Delft e così divenne uno dei dirigenti della divisione dei sottomarini della NVSB, responsabile della messa a confronto dei progetti con i macchinari forniti. Dopo aver brevettato un nuovo sistema di montaggio degli imbuti per i serbatoi di zavorra, ottenne una promozione e divenne uno specialista indipendente. Poco dopo, Leski divenne il capo progettista dei sommergibili della classe Orzeł: i futuri ORP Orzeł e ORP Sep, nonché il sostituto del costruttore principale Niemeier. Quando i lavori sui vascelli furono completati, Leski decise di fare ritorno in Polonia dove si arruolò nell’Esercito e conseguì la terza laurea presso la Scuola d'aviazione a Dęblin.

## L'inizio della guerra
Leski si unì all'Aeronautica militare polacca prima dell'inizio della campagna di Polonia del 1939 ad opera della Germania. Il 17 settembre 1939, l'aereo Lublin R-XIII venne attaccato dai sovietici che avevano invaso l'altra metà del paese e Leski rimase gravemente ferito. Poco dopo fu fatto prigioniero dai soldati sovietici, tuttavia riuscì a fuggire e a raggiungere Leopoli. Una volta arrivato lì, attraversò il nuovo "confine di pace" sovietico-tedesco e si trasferì a Varsavia dove entrò a far parte di un'organizzazione segreta Muszkieterowie (I Moschettieri). 
L'organizzazione, che in un secondo momento venne integrata nell’Armia Krajowa, era un gruppo militare focalizzato principalmente nello spionaggio. Inoltre, Leski – che non si era ancora ripreso dalle ferite e non era in grado di prestare servizio in prima linea nelle unità nascoste nella foresta – divenne un importante ufficiale di spionaggio con i Moschettieri e in seguito con l’Armia Krajova.  
Tra i suoi conseguimenti più importanti sono inclusi una lista completa di unità militari tedesche, i loro stemmi, numeri e disposizioni. Leski e il suo nucleo prepararono un rapporto dettagliato sulle logistiche e sul trasporto delle unità tedesche dirette verso il fronte orientale, sulle condizioni dei ponti, delle ferrovie e delle strade dei territori occupati dalla Germania. Le unità di Leski svilupparono una rete di comunicazione che collegava l’Europa, andando dalla Polonia al Portogallo, alla Francia e infine al Governo in esilio della Polonia nel Regno Unito.

## Travestimenti
Nel 1941 Leski compì il suo primo viaggio in Francia in qualità di corriere. In quel suo primo viaggio, finse di essere un tenente della Wehrmacht. Tuttavia, decise di promuovere sé stesso al grado di generale maggiore in modo tale da poter viaggiare in prima classe, poiché le sue ferite non gli permettevano di intraprendere spostamenti in posti affollati o nei vagoni di terza classe. 
Nei panni del generale Julius von Halmann, fu in grado di attraversare il continente più volte di seguito senza che la sua vera identità fosse scoperta. Il travestimento, la sua fluente conoscenza di molte lingue e i suoi documenti falsi creati perfettamente gli permisero di assistere a diversi eventi che non aveva neanche previsto. Tra questi, nel 1942 visitò il cantiere del Vallo Atlantico, evento che fu reso possibile in seguito ad una conversazione avvenuta con uno dei passeggeri della sua macchina, in cui Leski affermò che i suoi superiori avrebbero potuto costruire una linea di fortificazione simile in Ucraina. In un’altra occasione, visitò il personale di campo del feldmaresciallo Gerd von Rundstedt. 
Oltre ai suoi compiti di spionaggio e controspionaggio, egli sventò anche un nucleo che si occupava di contrabbando di informazioni e di persone dentro e fuori le prigioni tedesche nella Polonia occupata, in particolare la famigerata prigione di Pawiak.

## Rivolta di Varsavia
Allo scoppio della rivolta di Varsavia nell'agosto del 1944, Kazimierz Leski non era stato incaricato di prendervi parte. Tuttavia, egli formò un battaglione di fanteria con un gruppo di volontari, chiamato Miołsz, e divenne comandante della sua prima compagnia, con lo pseudonimo Bradl.  L’unità combatté distintamente nell'area dell'incrocio triplo a Śródmieście.
Grazie al suo coraggio, Leski fu promosso a capitano e gli furono riconosciute diversi riconoscimenti, che includono l'Ordine Virtuti militari d'argento, Croce al merito con spade d'oro e d'argento e tre croci al valore. 
Quando la rivolta capitolò, Leski riuscì a fuggire da una schiera di prigionieri e, fingendo di essere un civile, ritornò alla sua organizzazione segreta. Successivamente, egli diventò comandante dell’Armia Krajowa della zona ovest e in seguito diventò capo della Delegazione delle Forze armate polacche.

## Prigionia comunista

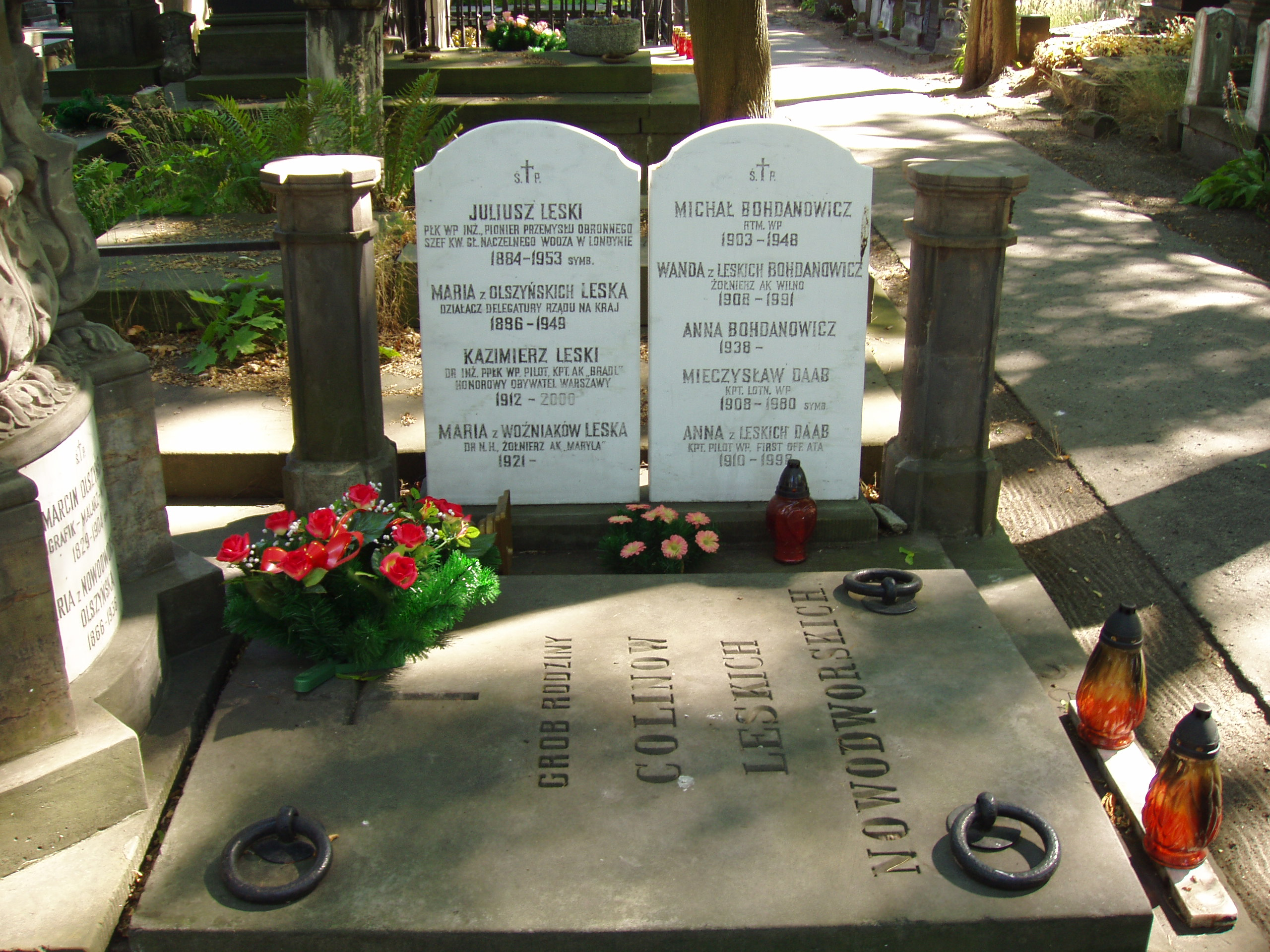
Tomba della famiglia Leski, Cimitero Powązki, Varsavia

Dopo il subentro comunista da parte della Polonia, egli smantellò gradualmente la sua organizzazione segreta e si trasferì a Danzica. Fu membro dell’organizzazione anticomunista Wolność i Niezawisłość, sotto il falso nome di Leon Juchniewicz, e diventò il primo amministratore delegato dell’ormai demolito cantiere navale di Danzica.
I suoi incarichi includevano la ricostruzione del cantiere navale, che era stato distrutto dai raid aerei degli Alleati e dalla ritirata dei tedeschi. Nell’agosto del 1945 ricevette il riconoscimento civile più importante del regime comunista, ma in seguito, lo stesso giorno, fu arrestato dalla polizia segreta che scoprì la sua vera identità. Accusato di tentato rovesciamento del regime, fu condannato a 12 anni di prigione.  
Successivamente, la pena fu diminuita a 6 anni. Tuttavia, nel 1951 venne rilasciato. Poco dopo, fu accusato di aver collaborato con le forze d’occupazione tedesche, tenuto in isolamento e torturato brutalmente.

## Riabilitazione
Dopo le morti del leader sovietico Iosif Stalin (1953) e del leader polacco Bolesław Bierut (1956), Leski venne rilasciato e presto fu riabilitato. Nonostante ciò, non fu in grado di trovare un lavoro in quanto le autorità comuniste polacche lo ritenevano ancora sospetto per via del suo passato nell’Armia Krajwova. Dovette rinunciare al lavoro nelle industrie cantieristiche e iniziò a lavorare come commesso per la casa editrice PWT. Alla fine, diventò un membro dell’Accademia polacca delle scienze.
Sebbene gli fu riconosciuto un dottorato di ricerca, per ragioni politiche non poté ricevere il ruolo di professore per il suo lavoro in merito all’analisi al computer dei codici del linguaggio naturale. Ciò nondimeno, egli continuò il suo progetto scientifico pubblicando 7 libri e più di 150 pubblicazioni. Brevettò anche delle invenzioni e ricevette il premio “Giusto tra le nazioni” dallo Yad Vashem nel 1995.
Largamente sconosciuto al pubblico, nel 1989 – dopo la vittoria del Solidarność e la caduta del regime comunista – Leski pubblicò le sue memorie, le quali divennero un best seller. Egli ricevette il premio polacco PEN International e il premio "Exile Award" Associazione degli Scrittori Polacchi.
Il 27 maggio del 2000 morì e venne sepolto con l'onore delle armi presso il Cimitero Powązki di Varsavia.